# Owen Teale
Owen Teale, född 20 maj 1961,  i North Cornelly, Glamorgan, Wales är en walesisk skådespelare. Han  har vunnit en Tony Award för sin roll i pjäsen Ett dockhem (A Doll's House), när den sattes upp på Broadway 1997. För en bredare publik är han kanske mest känd för sin roll som Ser Alliser Thorne i HBO-serien Game of Thrones.

## Tidigt liv och utbildning
Teale föddes i North Cornelly, nära Porthcawl i Glamorgan, Wales. Han studerade vid Guildford School of Acting och tog examen 1983. Han började sin skådespelarkarriär på teatern.

## Karriär

### Teater
Teale har en omfattande teaterkarriär och har arbetat med flera framstående teaterkompanier, inklusive Royal Shakespeare Company och National Theatre. Hans genombrott på scenen kom 1997 när han spelade Torvald Helmer i en produktion av Henrik Ibsens Ett dockhem på Broadway. För denna roll mottog han Tony Award för bästa manliga biroll i teater.
Andra anmärkningsvärda teaterframträdanden inkluderar roller i Ivanov och Julius Caesar med Royal Shakespeare Company, samt Dance of Death på West End.

### Television
Owen Teale har medverkat i många TV-produktioner. Hans mest internationellt kända roll är som den hårdföre och antagonistiske Ser Alliser Thorne i HBO:s fantasyserie Game of Thrones, en roll han spelade från 2011 till 2016.
Han har även haft roller i serier som Torchwood (2006), Line of Duty (2012), Stella (2012–2016), Ripper Street (2013) och A Discovery of Witches (2018–2022), där han spelade Peter Knox.

### Film
Teale har också medverkat i flera filmer, även om hans TV- och teaterarbete är mer omfattande. Några filmer inkluderar Robin Hood (1991), King Arthur (2004) där han spelade Pelagius, The Last Legion (2007) och Tolkien (2019).

## Personligt
Owen Teale var tidigare gift med skådespelerskan Dilys Watling under 1980-talet. Sedan 2001 är han gift med skådespelerskan Sylvestra Le Touzel. Paret har två barn.

## Filmografi (i urval)

### Film
- 1991 – Robin Hood – Will Scarlet
- 2001 – Konspirationen – Roland Freisler
- 2004 – King Arthur – Antoine Fuqua
- 2007 – The Last Legion – Vatrenus
- 2019 – Tolkien –  Headmaster Gilson

### TV
- 2023 – The Rig (TV-serie) – Lars Hutton
- 2023 – Wolf (TV-serie)